# Ikarus C83
Ikarus C83 — городской сочленённый среднеприводный автобус особо большой вместимости венгерской фирмы Ikarus, выпускавшийся с 2000 по 2003 год.

## Описание
За исключением 2 транспортных средств, все автобусы Ikarus C83 являются серийными. В 2000 году в Боготе для компании Transmilenio были выпущены первые два Ikarus C83, один из которых пошёл в серию, а другой остался на заводе. Последний был перевыпущен компанией MJT в 4-дверную версию, но долгое время стоял на одной площадке. В 2006 году автобус был передан в Alba Volán, где получил номерной знак KBK-784.
В 2003 году ещё два автобуса Ikarus C83 были переданы компании Vértes Volán (презентация проходила в Москве). Прототип двигателя Rába также был доставлен в Alba Volán после того, как в 2006 году его выпустила компания MJT.

## Модификации
- Ikarus C83.30[4][5]
- Ikarus C83.40[6][7]